# Protestantische Kirche (Steinbach am Donnersberg)

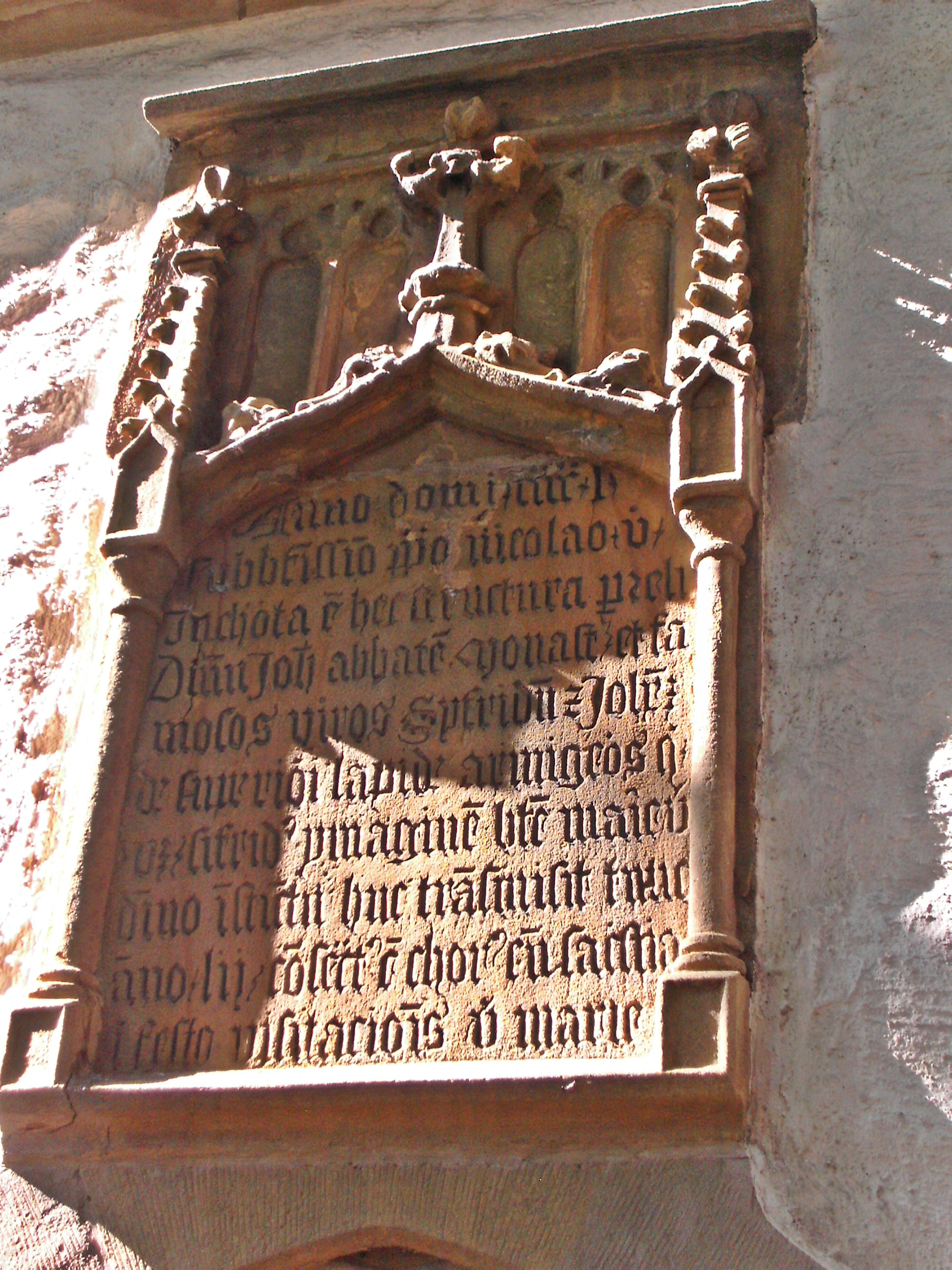
Gotischer Gedenkstein zur Erinnerung an die Kirchweihe, durch Abt Johann von Münsterdreisen, 1452

Die Kirche Steinbach steht im Ortskern der kleinen Gemeinde Steinbach am Donnersberg in der Pfalz. Sie wird von der protestantischen Kirchengemeinde als Pfarrkirche genutzt.

## Geschichte
Die gotische Kirche Steinbach (1450 bis 1452) wurde durch den Abt Johannes von Münsterdreisen und die Ritter Siegfried und Johann von Oberstein, als Marienkirche errichtet. Ein diesbezüglicher Gedenkstein an die Kirchweihe von 1452 befindet sich über dem Südportal. Im Dreißigjährigen Krieg wurde die Kirche 1632 durch spanische Truppen schwer beschädigt und nach der Wiederherstellung erfuhr sie während des Pfälzischen Erbfolgekrieges 1689 Brandschatzung durch die Franzosen. Die Kirche stand als Ruine, wurde über Jahre wieder aufgebaut und mit dem letzten Bauabschnitt 1720 fertiggestellt. Im Zweiten Weltkrieg entging die Kirche nur knapp einer erneuten Zerstörung, als nur eine Gebäudeecke des Turms beschädigt wurde.

## Architektur und Ausstattung

### Baugestalt
Langhaus und Chor sind gedeckt mit einem steilen Satteldach mit durchgängigem First und folgen einer Ost-West-Ausrichtung mit geringer Abweichung. Ein Höhenversatz der Traufe trennt den Chor vom Kirchenschiff. Die Gebäudefassade wird geprägt durch die hohen gotischen Chorfenster mit verschiedenen Maßwerkkompositionen, das Südportal und einen viergeschossigen Glockenturm mit seinem Dach von 1720. Von der alten Sakristei an der Nordfassade sieht man nur noch den zugemauerten ehemaligen Eingang.

### Malereien und Ausstattung
Heute ersetzt eine Flachdecke das ursprüngliche gotische Kreuzrippengewölbe der Vergangenheit. Die barocke Orgel mit fünfteiligem Prospekt wurde von Orgelbauer Johann Valentin Senn um das Jahr 1730 erschaffen. Aus der Barockzeit stammt auch die gut erhaltene dreiflügelige Empore aus Holz mit ihren Emporenmalereien, die typisch waren für lutherische Kirchen dieser Zeit. Die Malereien aus der ersten Hälfte des 18. Jahrhunderts zeigen Motive aus dem Alten und Neuen Testament. Die Darstellungen zeigen die zwölf Apostel. Im Glockenturm verrichten noch heute 3 Glocken, die älteste aus dem Jahr 1704, ihren Dienst.

### Besonderheiten
Die Kanzel ist geschmückt mit Darstellungen der vier Evangelisten und wird getragen von einer gewundenen Eichensäule. Ein Bild, vermutlich das Selbstbildnis des Malers Judas Thaddäus Simon, wurde entfernt.